# Akaba
Akaba (arabisk: العقبة) er en by i Jordan med 140.000 (2014) indbyggere. Den ligger ved det Røde Hav i nordspidsen af Akababugten og er Jordans eneste havneby.